# Со И Ра
Со И Ра (кор. 서이라, англ. Seo Yi Ra, родился 31 октября 1992 года в Сеуле) — южно-корейский шорт-трекист, Бронзовый призёр зимних Олимпийских игр в Пхёнчхане. Абсолютный чемпион мира в Роттердаме 2017 года. Неоднократный чемпион и призёр чемпионатов мира. Окончил Корейский национальный университет спорта в степени бакалавр физического воспитания.

## Спортивная карьера
Со И Ра впервые попробовал катание на коньках ещё в начальной школе, в 2002 году он уже начал тренироваться на ледовом катке Mokdong в Сеуле. Его тренером вначале был Ли Джун Хо, в прошлом знаменитый шорт-трекист, а кумирами являлись Виктор Ан и Квак Юн Ги. Он окончил среднюю школу Сохён. В 2010 году повредил лодыжку, что в будущем сказалось. В 2011 году Со стал абсолютным чемпионом мира среди юниоров в Курмайоре. В том же году он не прошёл отбор в национальную сборную, заняв 6 место.
Однако его взяли в команду из-за травмированного Ли Джон Су, но себя Со не чем не проявил. Сезон он закончил с бронзовой медалью на дистанции 1000 метров в общем зачёте на Кубке мира. С тех пор у него был спад и он не мог отобраться в сборную. В 2015 году он вернулся с побед на Кубке мира, сначала в Сеуле на 500 метров, а потом в Солт-Лейк-Сити на 1000 метров. На зимней Универсиаде в Гранаде он выиграл золотую медаль в беге на 500 м и серебряную в беге на 1000 м.
В 2016 году на национальном отборе к чемпионату мира он снова повредил лодыжку, из-за чего пропустил первые этапы Кубка мира. Его друг Но Джин Гю 11 апреля умер от остеосаркомы, что тоже оставило отпечаток в его жизни на тот момент. Но к чемпионату мира в Роттердаме он подошёл в отличной форме. Заработав бронзу на дистанциях 500 и 1500 метров в первый день, во второй он выиграл 1000 метров и в суперфинале на 3000 метров был вторым после голландца Шинки Кнегта, что принесло Со И Ра золото в абсолютном зачёте.
На зимних Азиатских играх в Саппоро 2017 года он продолжил восходящую тенденцию и выиграл золотую медаль в беге на 1000 м, и получил особые льготы по военной службе. Он также завоевал две серебряные медали в беге на 500 м и в эстафете. В сезоне 2017/18 на Кубке мира в Дордрехте занял 3-е место в беге на 1000 м, в Шанхае 2-е место в беге на 500 м.
В 2018 году на Олимпийских играх в Пхёнчхане Со занял 3-е место на дистанции 1000 метров и стал бронзовым призёром Олимпиады, эту медаль он посвятил своему умершему другу. Через месяц вместе с командой Со выиграл эстафету на чемпионате мира в Монреале и занял 13-е место в общем зачёте. После чемпионата он решил сделать паузу на сезон 2018/2019 года, чтобы выступить в 2020 году с новыми силами.
Он участвовал в отборе национальной сборной сезона 2019/20 и прошел первый раунд, но выбыл во втором раунде и не смог вернуться в сборную. Пандемия коронавируса COVID-19 перечеркнула все планы и на сезон 2020/21 все соревнования были отменены.

## Личная жизнь
6 октября 2018 года он женился. Недавно завел канал на YouTube и проявляет интерес к играм и кулинарным шоу. Он появился на канале Snowdrift Channel и даже дал компьютерную оценку, также известен тем, что любит хип-хоп. Со И Ра провел 140 часов волонтерской работы через Федерацию конькобежного спорта города Хвасон, после чего были подозрения по поводу его отчета о волонтерской деятельности и началось расследование.